# Joanna Gabryelewicz
Joanna Gabryelewicz (ur. 14 czerwca 1985) – polska lekkoatletka (sprinterka, medalistka mistrzostw Polski, reprezentantka kraju.

## Kariera sportowa
Była zawodniczką LKS Orkan Wielkopolska (do 2004) i AZS-AWF Poznań. W 2006 wystąpiła na mistrzostwach Europy, gdzie startowała w sztafecie 4 x 100 m, która odpadła w eliminacjach (razem z Beatą Makaruk, Darią Korczyńską i Iwoną Dorobisz) oraz w zawodach superligi Pucharu Europy (sztafeta 4 x 100 m - 6 m.).
Na mistrzostwach Polski w 2006 zdobyła brązowy medal w biegu na 100 m. Dwukrotna medalistka halowych mistrzostw kraju na 200 metrów (srebro w 2006 oraz brąz w 2008). Stawała na podium mistrzostw kraju także w juniorskich i młodzieżowych kategoriach wiekowych.
Rekordy życiowy na 100 m: 11,66 (21.07.2006).